# بطولة أمريكا الجنوبية لكرة القدم للسيدات 1995
بطولة أمريكا الجنوبية لكرة القدم للسيدات 1995 هو الموسم 2 من  كوبا أمريكا فمنينا. أقيم في 1995، وأشرف على تنظيمه كونميبول، وكان عدد الأندية المشاركة فيه  5، وفاز فيه منتخب البرازيل لكرة القدم للسيدات.